# Salvador Moragas Botey
Salvador Moragas Botey fou un poeta i pintor barceloní, actiu a Premià de Mar.

## Biografia
Fill de pare premianenc, va néixer a La Barceloneta el 21 de juliol de 1911, i als 11 anys va passar a estudiar comerç als Escolapis del carrer Ample on assisteix a les classes de dibuix i pintura de Josep Olivet Legares, Joan Llaverias i Labró i Antoni Puertas Barros. Al finalitzar els seus estudis als Escolapis amb 14 anys va començar a treballar al despatx de les Filatures Botey, on es va jubilar el 1977.
Abans de la guerra civil va formar part de la Federació de Joves Cristians de Catalunya com a president del Consell superior dels Falcons (secció gimnàstica). A primers de 1936, amb la seva família llogaren una caseta a Premià de Mar, poble natiu del seu pare, al carrer de la Rectoria (aleshores Salvador Rosselló) per passar-hi l'estiu i algun cap de setmana. La primera estada estiuenca va començar a darrers de juny. Als primers mesos de la Guerra Civil espanyola fou assaltat el domicili familiar de la Barceloneta. La casa va ser també malmesa per les bombes de l'aviació franquista, i ja no es va moure de Premià, on va passar part de la guerra amagat, ja que li repugnava servir amb les armes un exèrcit, teòricament republicà, però regit per un govern que només en tenia el nom i que actuava sota la direcció del comunisme internacional.
En ser ocupat Premià per les tropes del General Franco, ingressà a la Falange Española Tradicionalista y de las JONS, que va abandonar aviat. El 1941 a Salvador Moragas es va casar amb Maria Rosa Plans i Cisa, i va impulsar amb altres companys el grup de “Joves d'Acció Catòlica", en la parròquia de Sant Cristòfol de Premià al costat del rector Josep Paradeda i Sala, i va donar classes de català al Patronat Catequístic pels volts del 1950 i altres llocs, fins que foren definitivament suspeses per ordre del Governador Civil de Barcelona. Va intervenir en la fundació i continuació dels "Amics de la Llengua Catalana", organitzant principalment les Fires del Llibre i del Disc català pels voltants de Sant Jordi, i als "Amics de l'Art Pessebrístic"
Després d'una llarga malaltia en Salvador va morir el 31 d'agost del 1992, als 81 anys, al Casal Benèfic de Premià, on assistia a missa cada dia. Va ser enterrat al cementiri de Premià de Mar.

## Obra
- "L'Escenari Teatral", l'Editorial Barcino, 1975, en el nº 230 de la Col·lecció Popular Barcino, amb text i dibuixos seus.
- "Poema del Fill de l'Home", Publicacions de l'Abadia de Montserrat, 1984. Poema de 5.800 versets. D'aquesta obra en feu un apartat referent a La Passió que fou interpretat escènicament al Patronat Catequètic de Premià de Mar.
- “Història breu de Premià de Mar, Memòries”. Argentona: L'Aixernador, 1990. Ultima obra publicada.[3]

## Homenatges
La Secció Òmnium de Premià va celebrar i honora Salvador Moragas amb un acte d'homenatge en memòria seva, el 22 de juliol de 2011. Té dedicada al seu nom la plaça que s'ha construït a sobre de la Fàbrica del Gas, a Premià.